# 拉斐爾·桑托斯·博雷
拉斐爾·桑托斯·博雷·毛里（西班牙語：Rafael Santos Borré Maury；1995年9月15日—），是一名哥倫比亞職業足球員，現時效力巴甲球會國際體育會。司職前鋒。

## 球會生涯
博雷於卡利開始其職業生涯，逐漸成長為一位高效的射手，吸引了歐洲各大球會的留意。2015年8月28日，他轉會至西班牙甲組足球聯賽球會馬德里體育會，雙方簽下為期6年的合約，随即他被外借回卡利一个赛季。2016年5月1日，在受傷約1個月後，博雷在對陣阿利安薩的比賽中復出，他於第64分鐘後備入替安德烈斯·羅亞，最終球隊以3比2勝出比賽。5月15日，他在對陣查古里斯科爾多瓦的比賽中射入1球，協助球隊險勝以3比2對手。
2016年8月13日，博雷被外借至西甲的維拉利爾，為期1年。2017年2月23日，他在欧足联欧洲联赛三十二強階段對陣羅馬的比賽中攻入1球，最終球隊小勝1比0。可是，球隊兩回合計仍以1比4落敗，於三十二強止步。3月1日，博雷在對陣奧沙辛拿的比賽中，於5分鐘內梅開二度，帶領球隊以4比1勝出。
2017年8月7日，博雷轉會至阿根廷足球甲级联赛球會河床。

### 法蘭克福
2022年5月18日，博雷在2021–22年歐洲聯賽決賽對上格拉斯哥流浪者的比賽扳平比分和踢入致勝點球，是奪冠功臣之一，法蘭克福時隔多年再次贏得歐霸盃冠軍。

## 國家隊生涯
博雷獲哥倫比亞U20的徵召，參加2015年南美洲青年足球錦標賽，最終哥倫比亞U20以亞軍完成賽季，獲得參加2015年國際足協U-20世界盃的資格。他於整項賽事攻入2球。
2015年3月20日，博雷獲哥倫比亞國家足球隊的徵召，有機會參加對陣巴林國家足球隊和科威特國家男子足球隊的比賽，可是他於兩場比賽均沒有上陣。

## 榮譽

### 球會
卡利
- 哥倫比亞足球甲級聯賽冠軍：2015年
- 哥倫比亞超級盃冠軍：2014年

 法蘭克福
- 歐霸盃冠軍：2021－2022賽季[4]

## 外部連結
- Soccerway資料庫：拉斐爾·桑托斯·博雷